# Joseph Demicoli
Joseph Demicoli (31 ottobre 1914 – 20 agosto 1962) è stato un pallanuotista maltese che ha partecipato ai Giochi di Berlino 1936.